# Neoemadiellus humerosanguineum
Neoemadiellus humerosanguineum är en skalbaggsart som beskrevs av Maté 2007. Neoemadiellus humerosanguineum ingår i släktet Neoemadiellus och familjen Aphodiidae. Inga underarter finns listade i Catalogue of Life.